# مايكل تيرنر
مايكل تيرنر (بالإنجليزية: Michael Turner)‏ (و. 1949 – م) هو عالم فلك، وعالم فيزياء فلكية، وفيزيائي من الولايات المتحدة الأمريكية. ولد في لوس أنجلوس. هو عضوٌ في الأكاديمية الوطنية للعلوم، والأكاديمية الأمريكية للفنون والعلوم.

## التعليم
تعلم في معهد كاليفورنيا للتقنية، وجامعة ستانفورد.

## مناصب وهيئات
أدار جامعة شيكاغو.

## جوائز
حصل على جوائز منها:
- جائزة دانيال هاينمان للفيزياء الفلكية (2010)
- جائزة ليليانفيلد [الإنجليزية]‏ (1997)
- جائزة هلين ب. وارنر لعلم الفلك (1984).